# Kasper Søndergaard
Kasper Søndergaard (ur. 9 czerwca 1981 w Østsalling) – duński piłkarz ręczny, reprezentant kraju. Gra na pozycji rozgrywającego. Obecnie występuje w duńskim Skjern Håndbold.
W 2008 roku zdobył złoty medal na Mistrzostwach Europy, rozgrywanych w Norwegii.
Jest również wicemistrzem Świata z 2011 r. i 2013 r.

## Sukcesy

### klubowe
- 2009: mistrzostwo Danii
- 2005, 2010: wicemistrzostwo Danii

### reprezentacyjne
- 2007: brązowy medal mistrzostw Świata
- 2008: mistrzostwo Europy
- 2011: wicemistrzostwo Świata
- 2013: wicemistrzostwo Świata
- 2016: złoty medal Igrzysk Olimpijskich w Rio de Janeiro